# Макаренко, Александр Александрович (военный)
Алекса́ндр Алекса́ндрович Мака́ренко (укр. Олександр Олександрович Макаренко, позывной — Док; 20 января 1994, Чкаловское — 20 марта 2022, Макаров) — украинский военнослужащий, мастер-сержант, участник российско-украинской войны. Герой Украины (29 августа 2022, посмертно).

## Биография
Александр родился в посёлке Чкаловское в Харьковской области. Учился в школе-интернате «Казацкий лицей». Получил профессию фельдшера в Купянском медицинском колледже имени Марии Шкарлетовой. Затем получил высшее образование в Харьковском национальном университете внутренних дел. Занимался спортом: рукопашным сражением, воркаутом и паркуром. В 2015 году проходил срочную военную службу в рядах Нацгвардии. Тогда же решил остаться в армии. Участвовал в АТО/ООС в Донбассе. С 2015 служил в рядах Национальной гвардии Украины: фельдшером группы отдельного назначения Восточного территориального управления, с 2017 — офицером по тактической медицине Отдельного отряда специального назначения «Омега». В 2021 году Александр прошёл сложный отбор и стал сотрудником Центра специальных операций «А» Службы безопасности Украины. В память об Александре Макаренко и Владиславе Бувалкине Национальная академия Службы безопасности Украины создала фильмы «Герои: путь несокрушимости». Не дождались своего Героя войны жена Наталья и сын Богдан.
С первого дня полномасштабной войны Александр в составе своего подразделения принимал участие в обороне столицы и Киевской области. 20 марта 2022 года в составе группы подразделения спецназначения Службы безопасности Украины мастер-сержанты Владислав Бувалкин и Александр Макаренко с военнослужащими ВСУ участвовали в боях возле поселка Макарова Киевской области. Возвращаясь с задания, группа попала под танковый обстрел. В результате взрыва Александр Макаренко и Владислав Бувалкин погибли.
29 августа 2022 года в День памяти защитников Украины, погибших в борьбе за независимость, суверенитет и территориальную целостность нашего государства, Президент Украины Владимир Зеленский в Белом зале Героев Украины в Мариинском дворце в Киеве вручил наградные атрибуты звания Герой Украины с удостоением ордена «Золотая заезда» семье мастер-сержанта Александра Макаренко.

## Награды
- Звание «Герой Украины» с удостоением ордена «Золотая Звезда» (24 августа 2022, посмертно) — за личное мужество и героизм, проявленные в защите государственного суверенитета и территориальной целостности Украины, верность военной присяге.[1].